# Venerable Damchö
Diana Finnegan, más conocida como Venerable Damchö (1963, Nueva York), es una maestra budista laica dedicada a difundir el Dharma en español. 
En 1999 recibió su ordenación como monja en la tradición budista tibetana Kagyu, renunciando a los votos monásticos en 2023.
Entre sus aportaciones se encuentra el visibilizar el papel de la mujer en el budismo.Cuenta con un doctorado en estudios asiáticos con el tema: La formación espiritual de las mujeres en el tiempo de Buda. Es cofundadora del Instituto Budadharma, un centro de estudio de budismo tibetano en línea. Ha dado conferencias en diversas partes del mundo sobre la relación entre el dharma, el feminismo contemporáneo y el ecofeminismo, así como la visión de la mujer en la práctica budista desde una perspectiva de género. Ha difundido temas sobre el budismo y la situación climática.

## Biografía
Después de finalizar el high school viajó por Europa antes de comenzar sus estudios universitarios en Sarah Lawrence, donde se graduó en Humanidades. Estudió un año en París y Polonia, y posteriormente ingresó en la New School for Social Research para estudiar la maestría en Filosofía continental y griega. En 1989 comenzó su trabajo como periodista, pasando los siete años siguientes en Nueva York. Dados los resultados de su labor como periodista, ejerció cargos como jefa de oficina en Hong Kong. Su acercamiento al budismo se produjo durante el año sabático que pasó como periodista independiente y durante el cual participó en un retiro de diez días en el Monasterio Kopan, en el Valle de Katmandú en Nepal, donde escuchó por primera vez las enseñanzas de la monja sueca Ani Karin.
Realizó estudios universitarios en Humanidades, filosofía continental y griega, sánscrito, tibetano, así como estudios interdisciplinarios de cultura e historia de Asia. Su tesis de doctorado consistió en una relectura crítica del Mūlasarvāstivāda con perspectiva de género. Entre sus aportaciones académicas se encuentran traducciones de textos del tibetano y sánscrito al idioma inglés, además de biografías de monjas en el tiempo del Buda histórico, el Sanghata Sutra y otros textos. Es difusora del dharma en el mundo hispanohablante.

## Obras
Entre sus obras destacan:
- Por el bien de las mujeres, también: Ética y género en las narrativas del Mūlasarvāstivāda Vinaya (2009)
- La formación espiritual de las mujeres en el tiempo de Buda